# Kirchbichl
Kirchbichl est une commune autrichienne du district de Kufstein dans le Tyrol.